# 4105 Tsia
4105 Tsia eller 1989 EK är en asteroid i huvudbältet som upptäcktes 5 mars 1989 av den amerikanske astronomen Eleanor F. Helin vid Palomar-observatoriet. Den är uppkallad efter Zia Pueblo indianernas solsymbol.
Asteroiden har en diameter på ungefär 13 kilometer.